# BSフジLIVE プライムニュース
『BSフジLIVE プライムニュース』（ビーエスフジ・ライブ プライムニュース、PRIME NEWS、PRIME news）は、BSフジでフジテレビ報道局の企画・制作により、2009年4月1日から平日（月曜日から金曜日）20:00 - 21:55（JST）に生放送されている報道番組である。ここでは、土曜日 21:00 - 21:55 に放送していた『プライムニュース SUPER』も紹介する。

## 概要
フジテレビ報道局による報道番組である。「政治」「経済」「国際問題」「環境問題」「社会問題」などをテーマに、当事者や専門家による討論をスタジオで行う。
初代のメインキャスターは反町理（フジテレビ報道局政治部長→解説委員長）で、放送時間は原則として生放送。2009年4月の開始当初から半年間は月曜日 - 金曜日の19:00 - 20:55枠で放送してきたが、2009年10月からは1時間繰り下げとなり20:00 - 21:55枠で放送している。不定期で、副音声は英語同時通訳による二ヶ国語放送（ステレオ2音声）を実施する場合がある。なお、反町は2013年4月から2018年3月まで、当番組の編集長を兼務している。
番組開始当初のタイトルは英文表記の『BSフジLIVE PRIME NEWS』となっていたが、後に片仮名表記の『BSフジLIVE プライムニュース』に改められた（一部新聞広告などで従来の『PRIME NEWS』表記のロゴを使用する場合もある）。
また、2009年10月4日から2010年10月3日まで毎週日曜11時 - 12時の1時間枠に日曜版として、1週間に放送したテーマを集約して放送する『PRIME NEWS Weekend』（ - ウィークエンド）が放送されていた。2016年10月からは再び、週末の総集編の放送を開始。土曜21時からの情報番組『華大の知りたい!サタデー』に代わって『プライムニュース SUPER』（ - スーパー）がスタート。かつての「Weekend」では平日版のキャスターが出演しなかったが、本番組では平日版のキャスター陣から、反町とサブキャスターの秋元優里・松村未央（いずれもフジテレビアナウンサー）が登場し、1週間の放送を振り返る。また、平日版の生放送では読めなかった視聴者からの質問や意見をゲストに聞く『私の声 拡大版』が放送されている。
フジテレビでも、2018年4月2日からの編成でFNN系列向けの番組タイトルに『プライムニュース』ブランドに統一し、平日版の『プライムニュース イブニング』が開始する事に伴い、平日版のメインキャスターに、反町が異動した。それに伴い、反町・秋元とも、同年の3月最終週に当番組を降板し、後任に当時：ワシントン支局長であった松山俊行と生野陽子を起用した（松山は当番組の編集長を兼務）。その後、生野が産休取得のため同年12月で降板。
BSフジ4Kの開局に伴い、『SUPER』は開局初日の2018年12月1日より開始し、『BSフジLIVE プライムニュース』は同月3日より開始（4K制作も同時開始）している。2019年10月1日からは4K放送のみ5:00-6:55に前日放映分の再放送を行っている。
しかし、地上波の『イブニング』の視聴率が振るわず、地上波・BS・CS・ネット配信の統一ブランドであった『プライムニュース』を終了する事が決定。本番組については『プライムニュース』ブランドの源流であることから改題されず継続し、降板した反町が復帰する事を2019年3月1日にホテルオークラ東京で開催された「プライムニュースの集い」にて発表された。また、サブキャスターに木・金曜に報道番組の経験が無い、フリーアナウンサーの長野美郷を起用する事を発表した。
2020年10月5日から、FNNプライムオンラインを基にした『プライムオンラインTODAY』（平日：19時30分 - 20時）が開始。これにより19:30 - 21:55（145分）枠が報道番組枠となる。
2025年3月31日に公表されたフジテレビのガバナンス問題における第三者委員会の調査報告書にて、メインキャスターの反町理が部下の女性社員に対してハラスメント行為を行っていたと認定されたことを受け、同日放送分は反町本人の申し出により出演を見合わせた。翌4月1日、BSフジは反町の本番組への出演を当面見合わせると発表した。
2025年6月5日、フジテレビは反町について、過去に口頭で厳重注意とされたのち、社内調査で処分しないと判断されており、一事不再理の原則に基づき改めて懲戒処分を行えないとした一方、同月末までの嘱託契約を更新しないことを発表した。出演を見合わせていた当番組には復帰せず、事実上の降板が決まった。
2025年8月、同年10月以降の出演者について発表され、長野が正式にメインキャスターとして、産経新聞の編集長を務めている水内茂幸が木・金曜日のキャスターとして、それぞれ就任することになった。

## 出演者
職業（肩書き）記載の無い者は、フジテレビアナウンサー。

### 現在

#### メインキャスター
- 竹俣紅（月 - 水曜日）
- 長野美郷（水 - 金曜日） - フリーアナウンサー

#### キャスター
- 梅津弥英子（月・火曜日）
- 小室瑛莉子（木曜日）
- 梶谷直史（金曜日）

#### ニュース
- 田淵裕章（月曜日）
- 東中健（火曜日）
- 渡辺和洋（水曜日）
- 週替わり（木曜日）
- 東中健（金曜日）
- 曽宮一恵（元仙台放送アナウンサー→ブルームバーグ東京支局キャスター→フリーアナウンサー、ブルームバーグ担当として出演）
- 藤井みさよ（ブルームバーグ担当として出演・金曜日）

#### ナレーター
- 寺本勲（声優）

### 過去出演者

#### メインキャスター
日付は『SUPER』を含む。
| 期間      | 期間       | 男性     | 男性     | 男性     | 男性     | 男性     | 女性              | 女性              | 女性            | 女性                | 女性       |
| 期間      | 期間       | 月       | 火       | 水       | 木       | 金       | 月                | 火                | 水              | 木                  | 金         |
| --------- | ---------- | -------- | -------- | -------- | -------- | -------- | ----------------- | ----------------- | --------------- | ------------------- | ---------- |
| 2009.4.1  | 2009.9.25  | 反町理   | 反町理   | 反町理   | 反町理   | 反町理   | 八木亜希子        | 八木亜希子        | 八木亜希子      | 八木亜希子          | 秋元優里   |
| 2009.9.28 | 2014.3.28  | 反町理   | 反町理   | 反町理   | 反町理   | 反町理   | 八木亜希子        | 八木亜希子        | 八木亜希子      | 八木亜希子          | 島田彩夏   |
| 2014.3.31 | 2014.4.25  | 反町理   | 反町理   | 反町理   | 反町理   | 反町理   | 島田彩夏          | 島田彩夏          | 島田彩夏        | 島田彩夏            | 石本沙織   |
| 2014.4.28 | 2014.9.30  | 反町理   | 反町理   | 反町理   | 反町理   | 反町理   | 島田彩夏          | 島田彩夏          | 島田彩夏        | 島田彩夏            | 佐々木恭子 |
| 2014.10.1 | 2015.3.13  | 反町理   | 反町理   | 反町理   | 反町理   | 反町理   | 秋元優里          | 秋元優里          | 秋元優里        | 秋元優里            | 遠藤玲子   |
| 2015.3.16 | 2015.3.27  | 反町理   | 反町理   | 反町理   | 反町理   | 反町理   | 秋元優里          | 秋元優里          | 秋元優里        | 秋元優里            | 佐々木恭子 |
| 2015.3.30 | 2017.9.29  | 反町理   | 反町理   | 反町理   | 反町理   | 反町理   | 秋元優里          | 秋元優里          | 秋元優里        | 秋元優里            | 松村未央   |
| 2017.10.2 | 2018.1.5   | 反町理   | 反町理   | 反町理   | 反町理   | 反町理   | 秋元優里          | 秋元優里          | 秋元優里        | 秋元優里            | 竹内友佳   |
| 2018.1.8  | 2018.1.12  | 反町理   | 反町理   | 反町理   | 反町理   | 反町理   | 秋元優里          | 秋元優里          | 松村未央        | 松村未央            | 竹内友佳   |
| 2018.1.15 | 2018.3.30  | 反町理   | 反町理   | 反町理   | 反町理   | 反町理   | 竹内友佳          | 竹内友佳          | 斉藤舞子        | 松村未央            | 竹内友佳   |
| 2018.4.2  | 2018.12.28 | 松山俊行 | 松山俊行 | 松山俊行 | 松山俊行 | 松山俊行 | 竹内友佳          | 竹内友佳          | 斉藤舞子        | 生野陽子            | 生野陽子   |
| 2019.1.7  | 2019.3.29  | 松山俊行 | 松山俊行 | 松山俊行 | 松山俊行 | 松山俊行 | 竹内友佳          | 竹内友佳          | 斉藤舞子        | 竹内友佳            | 梅津弥英子 |
| 2019.4.1  | 2021.2.19  | 反町理   | 反町理   | 反町理   | 反町理   | 反町理   | 竹内友佳          | 竹内友佳          | 竹内友佳        | 長野美郷            | 長野美郷   |
| 2021.2.22 | 2021.2.26  | 反町理   | 反町理   | 反町理   | 反町理   | 反町理   | 梅津弥英子        | 梅津弥英子        | 梅津弥英子      | 長野美郷            | 長野美郷   |
| 2021.3.1  | 2021.3.5   | 反町理   | 反町理   | 反町理   | 反町理   | 反町理   | 新美有加          | 新美有加          | 梅津弥英子      | 長野美郷            | 長野美郷   |
| 2021.3.8  | 2024.3.29  | 反町理   | 反町理   | 反町理   | 反町理   | 反町理   | 新美有加          | 新美有加          | 新美有加        | 長野美郷            | 長野美郷   |
| 2024.4.1  | 2025.3.28  | 反町理   | 反町理   | 反町理   | 反町理   | 反町理   | 竹俣紅            | 竹俣紅            | 竹俣紅          | 長野美郷            | 長野美郷   |
| 2025.3.31 |            | （不在） | （不在） | （不在） | （不在） | 梶谷直史 | 梅津弥英子 竹俣紅 | 梅津弥英子 竹俣紅 | 長野美郷 竹俣紅 | 長野美郷 小室瑛莉子 | 長野美郷   |

- 八木は、当番組担当時点で、既にフジテレビを退社しており、フリーアナウンサー。
- 反町は番組開始当初、報道局政治部記者だったが当番組に出演しながら政治部長や政治部編集委員兼解説委員、報道局解説委員長を歴任した。2025年3月31日より出演を見合わせ、同年6月5日に事実上の降板が明らかになった。
- 秋元は地上波、BSを通じて初めての報道番組メインMC。
- 八木がMCだった時代に、八木が夏休みで不在の時は金曜担当の島田が代役を務め、島田が夏休みで不在の時は八木が代役を務めた。なお、反町が夏季休暇で不在の時は代役を立てず、女性キャスターのみで進行する。
- 斉藤は、担当期間中の2018年4月からフジテレビ社会部記者兼務となっている。
- 長野はフリーアナウンサー。かつては、地上波の『めざましテレビ』のお天気キャスターを担当後、『めざましどようび』のメインキャスターを担当していた。また、地上波、BSを通じて初めての報道番組メインMC。
- 竹内は、2021年2月17日の番組最後に妊娠を発表。同日をもって降板し、産休に入る[10]。以降の放送について、2021年2月22日からの週・2021年3月3日は梅津弥英子[11][12][13][14]が、2021年3月1日・2日は新美有加[15][16]が、それぞれ担当。2021年3月5日、新美が竹内の後任として正式に決まったと発表された[17]。

#### ニュース担当
番組冒頭と終盤に、『BSフジNEWS』のスタジオから日替わりで最新ニュースを伝える。放送開始当初、番組中盤のニュースは「グローバルニュース」と題して世界のニュースのみを伝えていた。番組冒頭のニュースは上記の女性キャスター担当していたが、2011年3月11日の東北地方太平洋沖地震（東日本大震災）以降、番組中盤のニュースと同じスタイルになった。
| 期間 | 期間       | 月曜日              | 火曜日                             | 水曜日                    | 木曜日              | 金曜日             |
| --- | ---------- | ------------------- | ---------------------------------- | ------------------------- | ------------------- | ------------------ |
| 2009.4.1 | 2009.9.25  | 高橋真麻            | 高木広子                           | 佐藤里佳                  | 田代優美            | 山本麻祐子         |
| 2009.9.28 | 2010.3.26  | 高橋真麻            | 田代優美                           | 佐藤里佳                  | 高木広子1・2        | 山本麻祐子         |
| 2010.3.29 | 2010.10.1  | 倉田大誠1           | 立本信吾1                          | 高橋真麻1・2              | 高木広子1・2        | 阿部知代1・2       |
| 2010.10.4 | 2010.11.26 | 高木広子1・2        | 中村光宏1                          | 高橋真麻1・2              | 阿部知代1・2        | 鈴木芳彦1          |
| 2010.11.29 | 2011.7.1   | 高木広子1・2        | 中村光宏1                          | 高橋真麻1・2              | 阿部知代1・2        | 木下康太郎1        |
| 2011.7.4 | 2011.9.30  | 高木広子1・2        | 中村光宏1                          | 戸部洋子2                 | 阿部知代1・2        | 木下康太郎1        |
| 2011.10.3 | 2011.12.29 | 中村仁美2           | 松尾翠2                            | 松村未央2                 | 阿部知代1・2        | 戸部洋子2          |
| 2012.1.4 | 2012.3.2   | 中村仁美2           | 吉崎典子2                          | 松村未央2                 | 阿部知代1・2        | 戸部洋子2          |
| 2012.3.5 | 2012.3.30  | 山本麻祐子2         | 吉崎典子2                          | 松村未央2                 | 阿部知代1・2        | 戸部洋子2          |
| 2012.4.2 | 2012.6.29  | 阿部知代2           | 吉崎典子2                          | 斉藤舞子2                 | 阿部知代1・2        | 戸部洋子2          |
| 2012.7.2 | 2012.9.28  | 谷岡慎一1 - 3       | 福永一茂1・2・4 鈴木芳彦1・2・4    | 斉藤舞子2                 | 立本信吾1・2        | 戸部洋子2          |
| 2012.10.1 | 2012.11.30 | 宮澤智              | 福永一茂1・2・4 鈴木芳彦1・2・4    | 斉藤舞子2                 | 立本信吾1・2        | 木下康太郎1        |
| 2012.12.3 | 2013.3.29  | 宮澤智              | 斉藤舞子                           | 谷岡慎一1                 | 立本信吾1・2        | 木下康太郎1        |
| 2013.4.1 | 2013.5.31  | 宮澤智 酒主義久     | 福永一茂 鈴木芳彦                  | 伊藤利尋                  | 秋元優里            | 谷岡慎一           |
| 2013.6.3 | 2013.6.28  | 宮澤智 酒主義久     | 福永一茂 鈴木芳彦                  | 伊藤利尋                  | 生田竜聖            | 谷岡慎一           |
| 2013.7.1 | 2013.9.27  | 宮澤智 酒主義久     | 谷岡慎一                           | 生田竜聖                  | 福永一茂 鈴木芳彦   | 福原直英           |
| 2013.9.30 | 2014.3.28  | 斉藤舞子 酒主義久   | 戸部洋子 谷岡慎一                  | 生田竜聖                  | 福永一茂 鈴木芳彦   | 福原直英           |
| 2014.3.31 | 2014.9.26  | 谷岡慎一            | 中村光宏5                          | 田中大貴5 鈴木芳彦5       | 戸部洋子 斉藤舞子   | 境鶴丸 細貝沙羅    |
| 2014.9.29 | 2015.3.27  | 桜庭亮平5 福永一茂5 | 中村光宏5                          | 田中大貴5 鈴木芳彦5       | 戸部洋子5 松村未央5 | 奥寺健5・6 大村晟5 |
| 2015.3.30 | 2015.7.31  | 松尾紀子            | 奥寺健                             | 戸部洋子                  | 福原直英            | 桜庭亮平           |
| 2015.8.3 | 2015.10.2  | 小穴浩司            | 奥寺健                             | 戸部洋子                  | 福原直英            | 桜庭亮平           |
| 2015.10.5 | 2016.4.1   | 小穴浩司            | 奥寺健                             | 久代萌美                  | 福原直英            | 桜庭亮平           |
| 2016.4.4 | 2016.7.1   | 小穴浩司            | 細貝沙羅                           | 久代萌美                  | 福原直英            | 桜庭亮平           |
| 2016.7.4 | 2018.3.30  | 小穴浩司            | 石本沙織                           | 久代萌美                  | 福原直英            | 桜庭亮平           |
| 2018.4.2 | 2020.3.27  | 小穴浩司            | （シフト勤務）                     | 久代萌美                  | 上中勇樹            | （シフト勤務）     |
| 2020.3.30 | 2020.10.2  | 大川立樹7           | 田淵裕章                           | 久代萌美                  | 上中勇樹            | 堀池亮介           |
| 2020.10.5 | 2021.4.2   | 大川立樹7           | 田淵裕章                           | 黒瀬翔生                  | 上中勇樹            | 堀池亮介           |
| 2021.4.5 | 2021.7.2   | 田淵裕章            | 大村晟                             | 渡辺和洋4 海老原優香4     | 上中勇樹            | 堀池亮介           |
| 2021.7.5 | 2021.9.24  | 田淵裕章            | （シフト勤務）                     | 渡辺和洋4 海老原優香4     | 上中勇樹            | 堀池亮介           |
| 2021.9.27 | 2022.4.1   | 田淵裕章            | （シフト勤務）                     | 渡辺和洋4 海老原優香4     | 上中勇樹            | 竹俣紅             |
| 2022.4.4 | 2022.9.30  | 田淵裕章            | 海老原優香                         | 渡辺和洋4 鈴木芳彦4       | （シフト勤務）      | （シフト勤務）     |
| 2022.10.3 | 2022.12.28 | 田淵裕章            | 大川立樹                           | 渡辺和洋                  | （シフト勤務）      | （シフト勤務）     |
| 2023.1.4 | 2023.3.31  | 田淵裕章            | 大川立樹                           | 渡辺和洋                  | 山本賢太            | （シフト勤務）     |
| 2023.4.3 | 2023.9.29  | 田淵裕章            | 大川立樹                           | 渡辺和洋                  | 山本賢太            | 勝野健             |
| 2023.10.2 | 2024.3.29  | 田淵裕章            | 東中健                             | 渡辺和洋                  | 山本賢太            | 東中健             |
| 2024.4.1 | 2025.6.28  | 田淵裕章            | （シフト勤務）                     | 渡辺和洋                  | 山本賢太            | 東中健             |
| 2025.6.30 |            | 石渡花菜            | 堀池亮介 吉岡恵麻 室岡大晴（隔週） | 田淵裕章 室岡大晴（隔週） | 浅倉美恩            | 室岡大晴（隔週）   |
| - 1 『FNNレインボー発・あすの天気』を兼務。 - 2 2012年9月まで『ニュースJAPAN』ナレーターを兼務。 - 3 『FNNスーパーニュース』フィールドキャスターを兼務。 - 4 隔週交代で担当。 - 5 2014年10月以降『FNN NEWS Pick Up』を兼務。 - 6 『ニュースJAPAN』キャスターを兼務。 |            |                     |                                    |                           |                     |                    |

#### 経済ニュース担当
番組終盤（21:45頃）に、Bloombergからその日の国際マーケット情報を紹介するミニコーナー。
- 吉川淳子（当時：Bloomberg東京支局の記者）
- 平野朋美
- 七尾藍佳（当時：Bloomberg東京支局の記者）
- 鈴木留美子（同上）
- 安部真由美
- 曽宮一恵

#### 解説キャスター
解説キャスターは、主にフジテレビ報道局解説委員が担当する。番組開始当初は「編集長」の肩書きで出演していた。2013年4月からは、レギュラー出演はしていない。
- 若松誠（政治担当、フジテレビ執行役員解説委員長）
- 山本周（政治担当、フジテレビ解説副委員長）
- 小林泰一郎（政治担当）
- 安倍宏行（経済担当）
- 大山泰（経済担当、フジテレビ経済部長）
- 能勢伸之（安全保障担当）

ほか、ゲスト1、2名が出演する。

#### ナレーター
- 寺本勲（声優）

## 放送日時
- 平日（月曜日 - 金曜日）『BSフジLIVE プライムニュース』
  - 2009年4月1日 - 9月30日：19:00 - 20:55
  - 2009年10月1日 - 現在：20:00 - 21:55
    - 2018年12月3日からはBSフジ4Kでも放送開始となり、同時に4K制作も開始している。
    - 2019年3月1日からはFNNプライムオンラインでインターネット同時配信を開始している[18]。

  - 2019年10月1日 - 現在：火曜日 - 土曜日 5:00 - 6:55（再放送・BSフジ4Kのみ）[3]
- 日曜日『PRIME NEWS Weekend』
  - 2009年10月4日 - 2010年10月3日：11:00 - 12:00
- 土曜日『プライムニュース SUPER』
  - 2016年10月8日 - 2020年3月28日：21:00 - 21:55
  - 2020年4月4日 - 9月26日：22:00 - 22:55

## 動画配信
- 本放送から1週間は公式サイトでその回のハイライト動画を視聴できる（5日分→現在は10日分を配信中）。
- 2019年3月1日からはインターネット同時配信を開始している。民放キー局系のBSテレビ局が、レギュラー番組で同時配信を行う初の事例で、今後の技術的な問題や権利処理、テレビとネット配信では別契約となるCM契約に関する課題などを検証していくことになる[18]。

## 書籍化
番組監修による書籍『PRIME NEWS BOOKS』が、文藝春秋から刊行されている。
1. 『三賢人に聞く 大不況は日本型資本主義で乗り切れ』（経済編、2010年2月9日発売 ISBN 9784163721705）- 水野和夫、田坂広志、榊原英資の出演分を収録。

## テーマソング
- 2009年4月1日 - 現在 「Ancient breeze」白石めぐみ

## スタッフ
- 統括：石田英史
- 編集長：反町理
- 総合演出：
- チーフプロデューサー：上野修平
- キャスティング担当プロデューサー：
- プロデューサー：石川よしき、天間俊一、児玉研司
- TK：橘京子、畑中まゆみ、井上奈美、竹野幸子
- ディレクター：齋藤理、壽山かつら、野海良子、浜谷知典
- AD：
- AP：
- 制作協力：NEXTEP
- 技術協力：共同テレビジョン
- 制作・企画：フジテレビニュース総局報道局
- 制作著作：BSフジ、フジテレビ